# Louis-Charles-Joseph Rey
Louis-Charles-Joseph Rey (Lauzerte, 13 de juliol de 1738 - París, 12 de maig de 1811) fou un compositor i músic francès.
Era germà del cèlebre Jean-Baptiste Rey (1734-1810) i es dedicà a l'estudi del violoncel, i fou violoncel·lista en els teatres de Montpeller, Bordeus i l'Òpera de París, entrant posteriorment en l'orquestra de la capella reial. En col·laboració amb el seu germà Jean-Baptiste va compondre l'òpera en un acte Apollon et Coronis, estrenada en l'Òpera de París el 1781. A més publicà algunes obres per a violí i violoncel.